# Cynthia Gibb

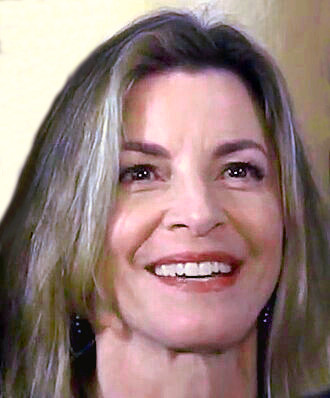
Cynthia Gibb, 2023

Cynthia Gibb (* 14. Dezember 1963 in Bennington, Vermont) ist eine US-amerikanische Schauspielerin.

## Leben
Gibb nahm als Kind Tanzunterricht und wurde im Alter von 14 Jahren von der New Yorker Agentur von Eileen Ford als Fotomodell verpflichtet. Im darauf folgenden Jahr wurde ihr Foto unter anderem auf der Titelseite der Zeitschrift Vogue veröffentlicht.
Gibb debütierte als Schauspielerin in der Filmkomödie Stardust Memories aus dem Jahr 1980. In den Jahren 1983 bis 1987 spielte sie in der Fernsehserie Fame – Der Weg zum Ruhm und wurde für ihre Rolle im Jahr 1984 für den Young Artist Award nominiert. Im Filmdrama Salvador (1986) von Oliver Stone spielte sie an der Seite von James Woods. Im Horrorfilm The Ripper (1988) übernahm sie neben James Spader eine der Hauptrollen, im selben Jahr spielte sie mit Nummer 5 gibt nicht auf auch in einem weiteren Kinofilm.
Während ihre Auftritte auf der Kinoleinwand selten blieben, wurde Gibb ab Ende der 1980er-Jahre eine gefragte Hauptdarstellerin von Fernsehfilmen. In der Musicalverfilmung Gypsy (1993) war Gibb an der Seite von Bette Midler in einer größeren Rolle als deren Tochter Gypsy Rose Lee zu sehen. Hierfür wurde sie im Jahr 1994 für den Golden Globe Award nominiert. In jüngerer Vergangenheit spielte Gibb in einer Reihe von für das Fernsehen produzierten Weihnachtsfilmen.
Gibb ist mit dem Filmproduzenten Scott Kramer verheiratet und hat drei Kinder. Sie lebt in Los Angeles.

## Filmografie (Auswahl)
- 1980: Stardust Memories
- 1981–1983: Search for Tomorrow (Seifenoper, regelmäßige Rolle)
- 1983–1987: Fame – Der Weg zum Ruhm (Fame, Fernsehserie, 52 Folgen)
- 1986: Bodycheck (Youngblood)
- 1986: Salvador
- 1986: Hummeln im Hintern (Modern Girls)
- 1987: Malone
- 1988: The Ripper (Jack’s Back)
- 1988: Nummer 5 gibt nicht auf (Short Circuit 2)
- 1989: The Karen Carpenter Story (Fernsehfilm)
- 1989: Die Entscheidung (When We Were Young, Fernsehfilm)
- 1990: Der Nachtfalke (Midnight Caller; Fernsehserie, Folge Three For the Money)
- 1990: Geschichten aus der Gruft (Tales from the Crypt; Fernsehserie, Folge Korman's Kalamity)
- 1990: Mit stählerner Faust (Death Warrant)
- 1992: Dick van Dyke – Diagnose Mord (Diagnosis Murder, Fernsehfilm)
- 1992: Der Stunt seines Lebens (Drive Like Lightning, Fernsehfilm)
- 1992: Dick van Dyke: Das Mörderhaus (Diagnosis Murder: The House on Sycamore Street, Fernsehfilm)
- 1993: Dick van Dyke: Der Tod kam weich wie Watte (Twist of the Knife, Fernsehfilm)
- 1993: The Woman Who Loved Elvis (Fernsehfilm)
- 1993: Gypsy (Fernsehfilm)
- 1994: Defenceless – Ausgeliefert (Sin and Redemption, Fernsehfilm)
- 1994: Der Kuss des Skorpions (Fatal Vows: The Alexandra O'Hara Story, Fernsehfilm)
- 1994–1995: Jack, die Nervensäge (Madman of the People, Fernsehserie, 16 Folgen)
- 1995–1997: Tödliches Spiel (Deadly Games, Fernsehserie, 13 Folgen)
- 1996: Zwei Väter unterm Tannenbaum (Holiday Affair, Fernsehfilm)
- 1997: Vulkan – Berg in Flammen (Volcano: Fire on the Mountain, Fernsehfilm)
- 1997: Amor in Love – Gut gezielt ist gleich verliebt (Love-Struck, Fernsehfilm)
- 1997: Spiel mit höchstem Risiko (High Stakes, Fernsehfilm)
- 1998: Erdbeben in New York (Earthquake in New York, Fernsehfilm)
- 2001: Für alle Fälle Amy (Judging Amy; Fernsehserie, Folge The Unforgiven)
- 2002: Voll Frontal (Full Frontal)
- 2002: Eine Mami vom Weihnachtsmann (Mary Christmas, Fernsehfilm)
- 2003: Verbrechen aus Leidenschaft (A Crime of Passion, Fernsehfilm)
- 2004: Law & Order: Special Victims Unit (Fernsehserie, Folge Vergiftet)
- 2006: Eine himmlische Familie (7th Heaven; Fernsehserie, Folge You Don't Know What You've Got 'Til He's Gone)
- 2007: Demons from Her Past (Fernsehfilm)
- 2007: Christie’s Revenge (Fernsehfilm)
- 2007: Weihnachten mit Hindernissen (An Accidental Christmas, Fernsehfilm)
- 2008: Fall of Hyperion (Fernsehfilm)
- 2008: Without a Trace – Spurlos verschwunden (Without a Trace; Fernsehserie, Folge True / False)
- 2008: Beautiful Loser
- 2009: Criminal Minds (Fernsehserie, Folge Bunte Scherben)
- 2009: Accused at 17
- 2010: The Funeral Planner
- 2010: A Nanny for Christmas (Fernsehfilm)
- 2011: Eine tierische Bescherung (Cinnamon)
- 2013: The Cheating Pact (Fernsehfilm)
- 2015: Christmas Land (Fernsehfilm)
- 2016: Caged No More
- 2016: Broadcasting Christmas (Fernsehfilm)
- 2017: Stalker's Prey (Fernsehfilm)
- 2017: Sharing Christmas (Fernsehfilm)
- 2020: Christmas on the Menu (Fernsehfilm)